# Vaulruz
Vaulruz is een gemeente en plaats in het Zwitserse kanton Fribourg, en maakt deel uit van het district Gruyère.
Vaulruz telt 1.060 inwoners.

## Geboren
- Pierre Bourquenoud (1969), wielrenner